# Kathryn Warner
Kathryn Warner (Barrow-in-Furness, Engleska, Ujedinjeno Kraljevstvo, 30. lipnja 19??) britanska je povjesničarka.

## Životopis
Kathryn Warner je rođena u Barrow-in-Furnessu. Studirala je povijest i književnost na Sveučilištu u Manchesteru te se specijalizirala za 14. stoljeće. Objavila je nekoliko knjiga u kojima opisuje Kraljevinu Englesku tijekom 14. stoljeća.

## Djela
- Edward II: The Unconventional King[4] (2014.) — životopis engleskog kralja Edvarda II.
- Isabella of France: The Rebel Queen (2016.) — životopis Izabele, kćeri kralja Filipa IV.
- Long Live the King: The Mysterious Fate of Edward II (2017.) — istraživanje mogućnosti preživljavanja Edvarda II. nakon navodne smrti
- Richard II: A True King's Fall (2017.) — životopis Rikarda II.